# 魏恩埃尔
魏恩埃尔是德国莱茵兰-普法尔茨州的一个市镇。总面积3.41平方公里，总人口428人，其中男性224人，女性204人（2011年12月31日），人口密度126人/平方公里。